# 市場調査部によればプレイヤーは本当に長い名前が好きなのでこのカードを間違いなく歴代最長の名前にしてみた精霊
市場調査部によればプレイヤーは本当に長い名前が好きなのでこのカードを間違いなく歴代最長の名前にしてみた精霊（しじょうちょうさぶによればプレイヤーはほんとうにながいなまえがすきなのでこのカードをまちがいなくれきだいさいちょうのなまえにしてみたせいれい、英：Our Market Research Shows That Players Like Really Long Card Names So We Made this Card to Have the Absolute Longest Card Name Ever Elemental）は、アメリカ発祥のカードゲームマジック：ザ・ギャザリングのカードである。

## 内容
同カードは、マジック：ザ・ギャザリングのカードの中でも英名の長さ・英単語の数・使用されているアルファベットの種類数という部門で不動の1位を誇る「三冠王」に数えられる。また、日本語名も歴代最長である。
MTGのジョークセット「アンヒンジド」のコモンカードである。カード番号は107番である。
クリーチャーはエレメンタルである。
能力は「イラスト・ランページ」で、これがクリーチャー１体によってブロックされるたび、ブロックしているクリーチャーの絵の中の２体目以降のクリーチャー１体につき+2/+2の修整を受ける。
公式の略称は「OMRSTPLRLCNSWMTCTHTALCNEE」で、日本語名では「市調よプ本長名好こカ間歴最名しみ精」と略される。
点数で見たマナ・コストは3で、パワー/タフネスは2/2。また、アーティストはGreg Hildebrandtである。